# Gondokoro
Gondokoro est une ville du Soudan du Sud, dans l'État de l'Équatoria-Central, à une dizaine de kilomètres au nord-est de Djouba, la capitale du pays.

## Histoire
En 1852, Ignaz Knoblecher, y fonde une mission. 
Elle fut prise par le général Gordon en 1874, au profit de l'Égypte de Mehmet Ali, ouvrant ainsi les portes à la domination de l'Égypte sur la totalité du Soudan[réf. nécessaire]. Elle fut ensuite à partir de 1892 incluse dans le territoire de l'enclave de Lado, et la capitale du territoire déplacée à Lado même.
Lieu de passage lors de l'exploration du Nil Blanc ou du Nil Bleu, de nombreux explorateurs du XIXe y séjournent, dont Alexine Tinne, qui réalise les premières photographies du lieu en 1862. D’autres explorateurs y sont morts, tels Wilhelm von Harnier, Alphonse de Malzac, Alfred Peney ou encore Alexandre Vaudey.